# Navodilo o sodelovanju laikov pri službi duhovnikov
Navodilo o sodelovanju laikov pri službi duhovnikov (izvirno italijansko  Istruzione su alcune questioni circa la collaborazione dei fedeli laici al ministero dei sacerdoti) je navodilo, ki ga je izdelala Kongregacija za duhovščino leta 1997.
V zbirki Cerkveni dokumenti je to delo izšlo leta 1998 kot 74. cerkveni dokument (kratica CD 74).